# Coelinidea nigripes
Coelinidea nigripes är en stekelart som först beskrevs av William Harris Ashmead 1890.  Coelinidea nigripes ingår i släktet Coelinidea och familjen bracksteklar. Inga underarter finns listade i Catalogue of Life.